# Trymalium monospermum
Trymalium monospermum är en brakvedsväxtart som beskrevs av B.L. Rye. Trymalium monospermum ingår i släktet Trymalium och familjen brakvedsväxter. Inga underarter finns listade i Catalogue of Life.